# کوه هوا
کوه هوا با بیشینه ارتفاع ۱۶۱۰ متر در شمال و شمال غرب بخش علامرودشت در جنوب استان فارس واقع شده‌است. رودخانه علامرودشت از دامنه جنوبی این کوه می‌گذرد. روستاهای «ابوحنا»، «پُرزی»، «برکه سفید»، «وردوان»، «هرارسفید» و «سَمَنتوج»  در دامنه جنوبی و روستاهای «محمله» و «زنگویه» در دامنه شمالی این کوه واقع شده‌اند. این کوه که میدان گازی «هُما» در آن واقع است، توسط جاده علامرودشت- خنج از کوه تنگ خور جدا می‌شود.